# Lose Control (Waldo's People sång)
Lose Control är en låt av det finländska bandet Waldo's People. Låten representerade Finland i Eurovision Song Contest 2009, som ägde rum i Moskva, Ryssland. Efter att ha vunnit den finska uttagningen Euroviisut 2009 den 31 januari 2009 fick de representera landet.

## Låtlista
1. "Lose Control" (Radio Edit) – 2:58
2. "Lose Control" (Extended Version) – 5:22
3. "Lose Control" (JS16 Remix) – 5:33
4. "Lose Control" (In Styles Club Remix) – 7:10
5. "Lose Control" (Franjola and Lerk Remix) – 4:53

## Listpositioner
| Lista (2009)            | Topp- position |
| ----------------------- | -------------- |
| Finländska singellistan | 2              |
| Europe Hot 200          | 189            |